# Hemeromyia australis
Hemeromyia australis är en tvåvingeart som beskrevs av Barraclough 1994. Hemeromyia australis ingår i släktet Hemeromyia och familjen kadaverflugor.
Artens utbredningsområde är Namibia. Inga underarter finns listade i Catalogue of Life.